# Давид II Артануджели
Давид II (груз. დავით II; умер в 993 году) — грузинский принц Тао-Кларджети из династии Багратионов и князь Кларджети с 988 года до своей смерти.

## Биография
Давид II был сыном Сумбата II, князя Кларджети. Практически ничего не известно о его жизни. После смерти его сменил племянник Сумбат III.